# Sultanat Lahidž
Sultanat Lahidž (arapski: سلطنة لحج), poznat i kao Sultanat Abdali (arapski: سلطنة العب دلي), bila je država unutar Protektorata Aden, britanske kolonijalne tvorevine. Nakon toga Sultanat Lahidž ušao je u Federaciju Arapskih Emirata Juga. Glavni grad Sultanata bio je Lahidž. Od 1919. godine sultanatu je priključeno područje Subeihi (rog Arabije).

## Povijest
Sultanatom Lahidž vladala je dinastija Abdali još od 18. stoljeća, oni su formalno priznavali vrhovnu vlast imama iz dinastije Zaidi, suverena Jemena iz Sane. Nakon gubitka luke Aden, koju je zauzelo Britansko Carstvo 1839., britanski utjecaj se sve više osjećao u cijelom okružju. Sultanat Lahidž bio je jedan od prvih devet kantona, koji su potpisali ugovore o zaštiti s Velikom Britanijom krajem 19. stoljeća. Oni su kasnije postali dijelovi nove britanske kolonijalne tvorevine Protektorata Aden. Sultanat Lahej cijelo vrijeme svog trajanja bio u dobrim odnosima s Britanijom, čak i onda kad je ubijen sultan Fadhl ibn Ali al Abdali, od strane britanskih vojnika 1918. godine. Britanci su ga navodno čisto slučajno ubili, zamijenivši ga za neprijateljskog turskog vojnika.
Odnosi su se pogoršali 1958., kad je Britanija smatrala da je tadašnji sultan - Ali bin Abd al Karim al Abdali, zadrti arapski nacionalist, te da ne želi pristupiti u njihovu novu kolonijalnu tvorevinu Federaciju Arapskih Emirata Juga (1959. – 1962.). Zbog tog su ga Britanci svrgnuli s vlasti i natjerali u emigraciju. Njegov Sultanat Lahidž ušao je u kratkotrajnu Federaciju Arapskih Emirata Juga 1959., a kasnije i u novostvorenu Južnoarapsku Federaciju 1963.
Osnutkom države Demokratska Narodna Republika Jemen (Južni Jemen) 30. studenog 1967., na dan povlačenja posljednjih britanskih vojnika, ukinut je i Sultanat Lahidž.
22. svibnja 1990. ujedinili su se Demokratska Narodna Republika Jemen (Južni Jemen) i Arapska Republika Jemen (Sjeverni Jemen u današnju Republiku Jemen. Lahidž je postao jedna od 20 jemenskih muhafaza (Lahidž).